# 乔治·乌尔西
乔治·乌尔西（義大利語：Giorgio Ursi，1943年9月1日—1982年10月8日），意大利男子自行车运动员。他曾代表意大利参加1964年夏季奥林匹克运动会自行车比赛，获得男子个人追逐赛银牌。